# Джимшелеишвили, Торнике
То́рнике Джимшелеишви́ли (груз. თორნიკე ჯიმშელეიშვილი; 4 октября 1992, Тбилиси, Грузия) — грузинский футболист, защитник, игрок киргизского клуба «Алай».

## Биография
Занимается футболом с 9 лет, дебютировав в детской футбольной команде «Локомотив» Тбилиси, под руководством тренера Гочи Пеикришвили. Закрепившись в академии клуба, был приглашён в юношескую сборную Грузии (до 17 лет). Принимал участие в отборочных матчах к чемпионату Европы (до 17 лет), выступая вместе с Джано Ананидзе.
Играл за различные грузинские команды низших лиг: «Зоовети», «Саповнела», «Мешахте», «Самгурали», «Зугдиди». В высшем дивизионе Грузии играл за «Саповнелу» (2015) и «Колхети-1913» (2018). Летом 2018 года Торнике Джимшелеишвили и еще четверо футболистов «Колхети-1913» решением Грузинской федерации футбола были дисквалифицированы на 6 месяцев по подозрению в участии в договорных матчах. В весенней части сезона 2019 года выступал за клуб из Таджикистана «Худжанд».